# (32941) 1995 UY4
(32941) 1995 UY4 est un astéroïde de la ceinture principale découvert en 1995.

## Description
(32941) 1995 UY4 a été découvert le 24 octobre 1995 à l'observatoire astronomique de Sormano à Sormano en Italie par Augusto Testa et Graziano Ventre.

### Caractéristiques orbitales
L'orbite de cet astéroïde est caractérisée par un demi-grand axe de 3,5 ua, un périhélie de 2,57 ua, une excentricité de 0,16 et une inclinaison de 11,20° par rapport à l'écliptique. Du fait de ces caractéristiques, à savoir un demi-grand axe compris entre 2 et 3,2 ua et un périhélie supérieur à 1,666 ua, il est classé, selon la JPL Small-Body Database, comme objet de la ceinture principale d'astéroïdes.

### Caractéristiques physiques
(32941) 1995 UY4 a une magnitude absolue (H) de 14,9 et un albédo estimé à 0,273.